# Quarta parede

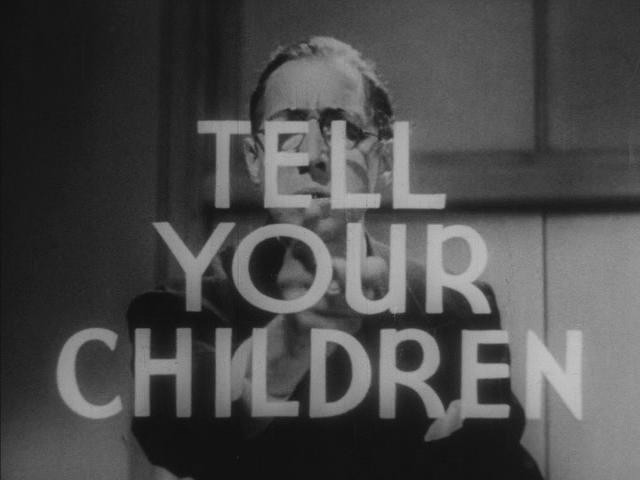
Josef Forte quebra a quarta parede para alertar os espectadores no final de Reefer Madness, final dos anos 1930.

A quarta parede é uma convenção dramática de atuação na qual uma parede imaginária invisível separa os atores do público. Embora o público possa ver através dessa "parede", a convenção pressupõe que os atores ajam como se não pudessem. A partir do século XVI, o surgimento do ilusionismo nas práticas de encenação, que culminou no realismo e naturalismo do teatro do século XIX, levou ao desenvolvimento do conceito da quarta parede.
A metáfora sugere uma relação com a mise-en-scène por trás de um arco de proscênio. Quando uma cena é ambientada em um ambiente interno e três das paredes de sua sala são apresentadas no palco, no que é conhecido como um box set, a "quarta parede" deles correria ao longo da linha (tecnicamente chamada de "proscênio") que divide a sala do auditório. A "quarta parede", porém, é uma convenção teatral, e não de cenografia. Os atores ignoram o público, focam sua atenção exclusivamente no mundo dramático e permanecem absortos em sua ficção, em um estado que o artista de teatro Constantin Stanislavski chamou de "solidão pública" (a capacidade de se comportar como se fosse em privado, apesar de, em realidade, sendo observado atentamente enquanto o faz, ou estar 'sozinho em público'). Desta forma, a quarta parede existe independentemente da presença de quaisquer paredes reais no cenário, ou da disposição física do edifício do teatro ou espaço de atuação, ou da distância ou proximidade dos atores com o público.[carece de fontes?]
A "quebra da quarta parede" é quando essa convenção de performance, tendo sido adotada de forma mais geral no drama, é violada. Isso pode ser feito por meio de uma referência direta ao público, à peça como uma peça ou à ficcionalidade dos personagens. A suspensão temporária da convenção desta forma chama a atenção para seu uso no restante da performance. Esse ato de chamar a atenção para as convenções de desempenho de uma peça é metateatro. Um efeito semelhante de metarreferência é alcançado quando a convenção de desempenho de evitar o contato direto com a câmera, geralmente usada por atores em um drama de televisão ou filme, é temporariamente suspensa. O termo "quebrar a quarta parede" é usada para descrever tais efeitos nesses meios de comunicação. Romper a quarta parede também é possível em outras mídias, como videogames e livros.

## Origem e significado
A origem da expressão é incerta. O conceito é geralmente atribuído ao filósofo, crítico e dramaturgo Denis Diderot em 1758.
A aceitação da transparência da quarta parede faz parte da suspensão da descrença entre uma obra de ficção e o público, permitindo-lhes desfrutar da ficção como se estivessem a observar acontecimentos reais. O crítico de cinema e teatro estadunidense Vincent Canby descreveu a quarta parede em 1987 como "aquela tela invisível que separa para sempre o público do palco".

### O conceito
Presume-se que o conceito tenha surgido na Idade Média com a aplicação do Teatro Saltimbanco, onde os atores atuavam em uma carroça, e assim podiam se deslocar por outros vilarejos, uma espécie de teatro ambulante, e a peça ocorria levantando uma lona lateral, criando uma abertura para visão geral do evento. A aplicação dava-se cada vez que, erguendo esta lona (a quarta parede), o espectador tinha acesso a imagem da peça encenada, geralmente com até, no máximo, quatro personagens atuando ao mesmo tempo. 
Logo em seguida, pela formação do Teatro Elizabethano, na côrte da Rainha Elizabeth I (Londres, Inglaterra), onde o teatro era realizado para a nobreza como forma de distração e era preparada, muitas vezes, com intuito de se atacar ou criticar, de forma direta atitudes, comportamentos, da própria nobreza na côrte. Essas críticas nem sempre mostravam o nome do nobre, mas o fazia de forma satírica, confrontando-os e questionando-os, no entanto, as cenas eram preparadas, escrachadas, tinha como objetivo um ataque, mas de forma leve, tão leviana, que acabava por virar comédia. Todos riam, sabiam que se falava da côrte e seus participantes. Às vezes, sabiam sobre quem estava sendo satirizado, mas aquela conduta dos atores, embora muitas vezes com maldade, deixava a crítica um tanto sarcástica, outras vezes sutil, mas sempre procurando deixar a peça em tom crítico direto, mas completamente debochada em relação a quem a assistia. 
O teatro assume a apresentação como se fosse uma caixa, surgindo o teatro tradicional como conhecemos e a quarta parede, de certa forma cai, deixando de existir e dando lugar àquela plateia que assiste passivamente, quer dizer a plateia evita mexer-se e, supostamente, assiste à peça sem se deixar envolver emocionalmente com os atores, mas nem sempre ocorria. Lembremos que algumas pessoas era bufões, comiam durante o espetáculo, causando um barulho que acabava por desconcentrar, outros com o uso do leque, outros com movimentos de pernas para chamar a atenção, daí para o ator não se desconcentrar com tosses, com movimentos corporais da plateia em que se estabelece a quarta parede, imaginária, tanto para o grupo de atores, quanto para a plateia, conduzindo o grupo de atores a um estudo e domínio próprio mais profundo para se condicionar em representar sem ter a influência da plateia ou minimizando-a e  exigindo uma concentração maior durante a encenação, século XVIII, com as teorias propugnadas por Diderot, quando este aponta: 
 "Então, caso façais uma composição, ou caso representeis, pensai no espectador apenas como se este não existisse. Imaginai, na borda do teatro, uma enorme parede que vos separe da plateia; representai como se a cortina não se levantasse".
A expressão também  é usada em outros mídia, como cinema, videogames, quadrinhos, televisão e literatura, geralmente para se referir à divisória entre a ficção e a audiência.
A quarta parede é parte da suspensão de descrença entre o trabalho fictício e a plateia. A plateia normalmente aceita passivamente a presença de uma quarta parede sem pensar nela diretamente, fazendo com que uma encenação seja tomada como um evento real a ser assistido (teatro tradicional). A presença de uma quarta parede é um dos elementos mais bem estabelecidos da ficção e levou alguns artistas a voltarem a sua atenção para ela como efeito dramático. Por exemplo, na peça The Fourth Wall de A.R. Gurney, quatro personagens lidam com a obsessão da dona de casa, Peggy, por uma parede em branco na sua casa. Lentamente é desenvolvida uma série de clichês  teatrais, enquanto toda a mobília e a ação em cena vão cada vez mais se dirigindo à suposta quarta parede.

## Derrubando a quarta parede
O ato de derrubar a quarta parede é usado no cinema, no teatro, na televisão e na arte escrita, e tem origem na teoria do teatro épico de Bertolt Brecht, que ele desenvolveu a partir e, curiosamente, para contrastar com a teoria do drama de Constantin Stanislavski. [carece de fontes?] Refere-se a uma personagem dirigindo a sua atenção para a plateia, ou tomando conhecimento de que as personagens e ações não são reais. O efeito causado é que a plateia se lembra de que está vendo ficção e isso pode eliminar a suspensão de descrença. Muitos artistas usaram esse efeito para incitar a plateia a ver a ficção sob outro ângulo e assisti-la de forma menos passiva.  Brecht  estava ciente de que derrubar a quarta parede iria encorajar a plateia a assistir a peça de forma mais crítíca -  o chamado Efeito de Alienação.
Derrubar a quarta parede de forma súbita é um recurso bastante usado para um efeito humorístico nonsense, já que tal efeito é inesperado em ficções narrativas e afins. Alguns acreditam que derrubar a quarta parede cause um distanciamento da suspensão de descrença a ponto de contrastar com o humor de uma história. No entanto, quando usada de forma consistente ao longo da história, é geralmente incorporada ao estado passivo da plateia.
Essa exploração da familiaridade de uma plateia com as convenções da ficção é um elemento-chave em muitos trabalhos definidos como pós-modernistas, que descontroem as regras preestabelecidas da ficção. A ficção que derruba ou diretamente se refere à quarta parede muitas vezes também usa outros recursos pós-modernistas, como a metalinguagem (Teatro Contemporâneo).
O recurso é muito usado no teatro improvisado, onde a plateia é convidada a interagir com os atores em certos pontos, como para escolher a resolução de um mistério. Nesse caso, os espectadores são tratados como testemunhas da ação em andamento, tornando-se "atores" e atravessando a quarta parede.
A quarta parede também é usada como parte da narrativa, quando a personagem descobre que faz parte de uma ficção e 'derruba a quarta parede' para estabelecer um contato com a audiência. Isso ocorre em filmes como O Último Grande Herói e A Rosa Púrpura do Cairo, onde personagens saem dos filmes que habitam e espectadores adentram a película; O Show de Truman, onde o personagem-título percebe que sua vida é uma espécie de reality show filmado em um gigantesco estúdio;  e o livro O Mundo de Sofia, onde os personagens de um livro sendo escrito percebem seu caráter ficcional e tentam descobrir como conseguir sua liberdade. Nesse caso, a 'quarta parede' que a personagem derruba permanece como parte da narrativa em si, e a parede entre a plateia real e a ficção permanece intacta. Há casos também em que a criatura encontra o criador, como no período em que Grant Morrison escrevia as histórias em quadrinhos do Homem Animal. Histórias como essas não derrubam efetivamente a quarta parede  - apenas se referem a esse recurso.
Alguns personagens são notórios por quebrar a quarta parede, como Mulher-Hulk e Deadpool da Marvel Comics, Goku no fim de cada episódio de Dragon Ball Z (Majin Boo e Gohan também fizeram), Pinkie Pie de My Little Pony: A Amizade é Mágica  , Frank Underwood, de House of Cards e a série de games Metal Gear: Solid (Onde alguns personagens olhavam para a tela e interagiam com o jogador) e Fleabag, personagem principal da séria homônima.